# Paxi
Paxoi, Paxi, of Paxos (Grieks: Παξοί) is een van de Ionische Eilanden, en gemeente (dimos), gelegen in het noordwesten van Griekenland, ten zuiden van Korfoe. Tevens is het de verzamelnaam van een eilandengroep, waarvan Paxi en Antipaxi de grootste zijn. Het eiland heeft een oppervlakte van ongeveer 19 km² en telt circa 2300 inwoners. De hoofdstad is het pittoreske Gaios, een vroeger zeeroversnest, gelegen aan de zuidoostzijde van het eiland. Hier bevindt zich tevens de belangrijkste haven van het eiland. Deze dankt haar beschermde ligging aan de twee kleine eilanden (Panayia en Agios Nikolaos) die haar tevens vormen. Overige plaatsen van enig belang zijn Lakka in het uiterste noorden en Loggos (ook wel Longos genoemd) in het noordoosten. De westkust kenmerkt zich voor een groot deel door steile kalksteenkliffen, die op zeeniveau sterk zijn geërodeerd.
Paxi is bekend vanwege zijn vele olijfbomen (circa 500.000) en de hoge kwaliteit olijfolie die er wordt geproduceerd.

## Geschiedenis
De Feniciërs worden beschouwd als de eerste bewoners van Paxi, hoewel de mogelijkheid bestaat dat het eiland voor die periode ook al werd bewoond. Vanaf de tweede eeuw voor Christus bestuurden de Romeinen het eiland. Gedurende de Byzantijnse periode en de middeleeuwen was het eiland een constant doelwit voor piraten. In de veertiende eeuw kwam het eiland onder Venetiaans bestuur. Tijdens de door Napoleon gevoerde oorlogen kwamen de Ionische Eilanden achtereenvolgens in Frans, Russisch-Turks en later in Brits bezit. Laatstgenoemde stichtte in 1815 de Ionische Unie. Uiteindelijk werden de eilanden in 1864 toegevoegd aan de Griekse staat. Vandaag de dag is het toerisme op Paxi sterk in ontwikkeling.

## Etymologie
Voor het ontstaan van de naam 'Paxi' bestaat een aantal verschillende etymologische verklaringen. Volgens Strabo is de naam afgeleid van het Phoenicische woord 'Paks', dat trapezium betekent. Dit zou corresponderen met de vorm die de eilanden van bovenaf gezien hebben. Een tweede verklaring is gestoeld op een historisch document waaruit zou blijken dat de inwoners van de Siciliaanse stad Paxous uit hun woonplaats werden verdreven. Ze werden gedwongen om te verhuizen naar Paxi en vernoemden het eiland naar hun thuisstad. Weer een andere theorie is dat het woord is afgeleid van het Latijnse woord 'Pax', dat vrede betekent. Dit zou terugslaan op het vredige karakter van de eilanden.

## Mythologie
In de Griekse mythologie wordt het doen ontstaan van Paxi toegeschreven aan Poseidon. Met zijn drietand sloeg hij een stuk van Korfoe af, zodat zijn vrouw Amphitrite en hij een rustig plekje voor zichzelf hadden.

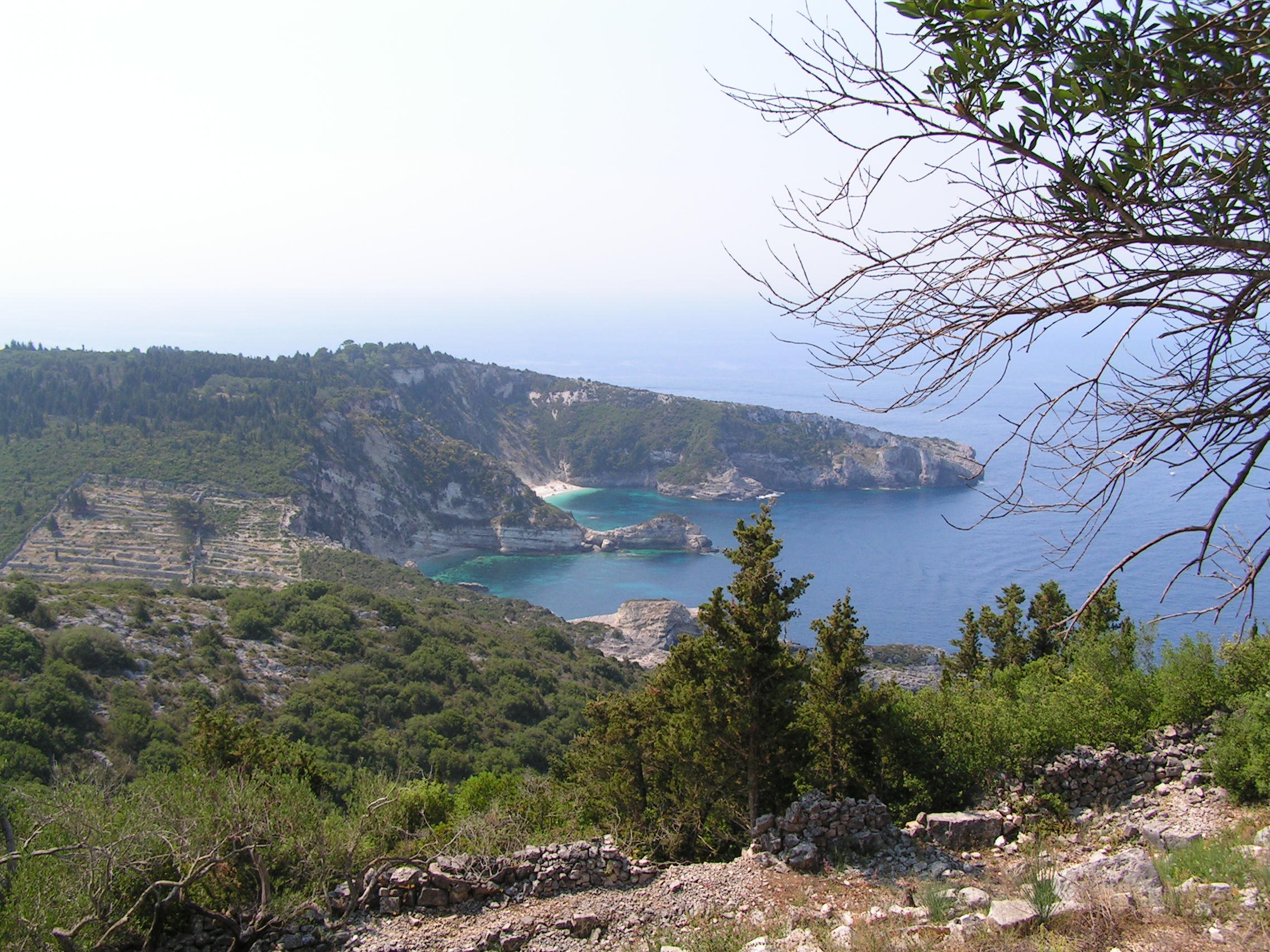
Westkust van Paxi
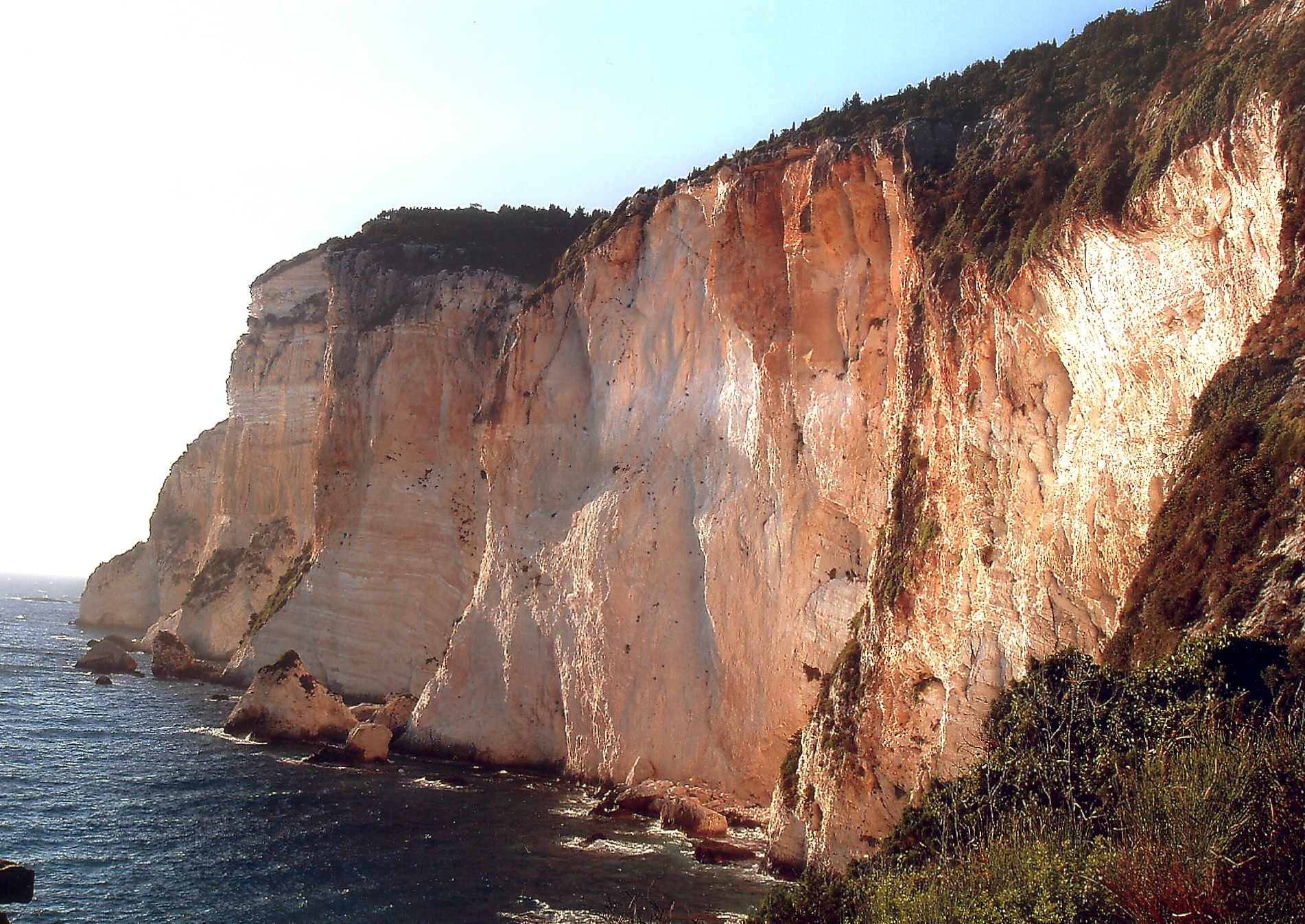
Eremitis-klif
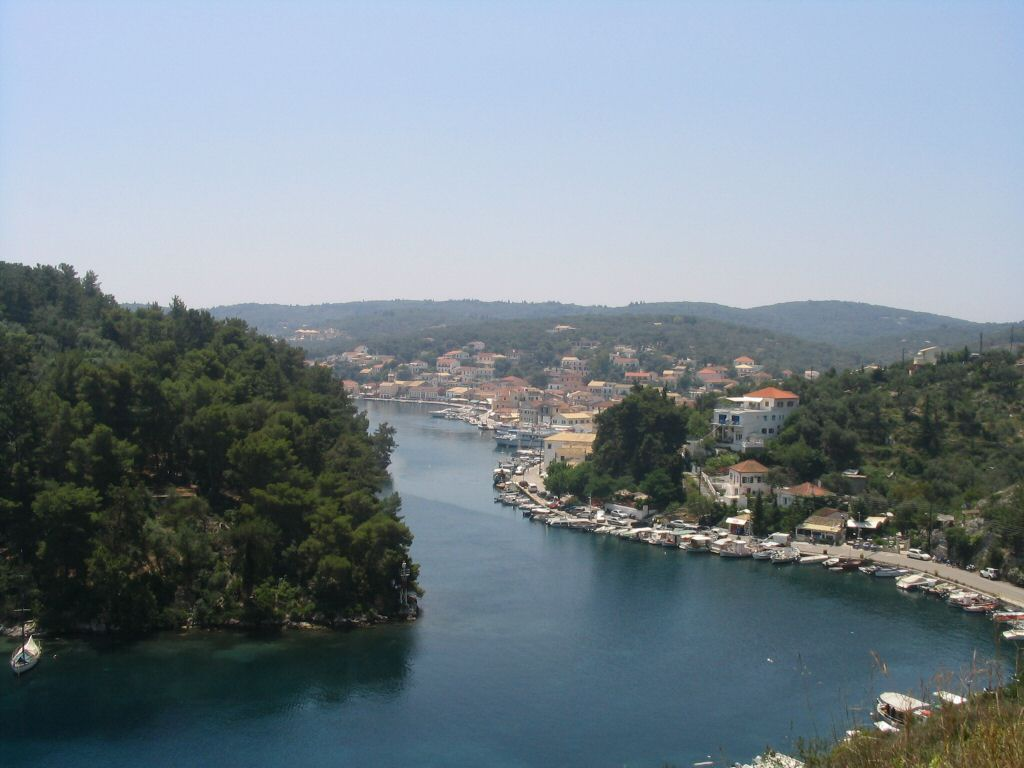
Gaios